# جوزيف رينيه بيلو
جوزيف رينيه بيلو (بالفرنسية: Joseph-René Bellot)‏ هو مستكشف فرنسي، ولد في 18 مارس 1826 في باريس في فرنسا، وتوفي في 18 أغسطس 1853 في المنطقة القطبية الشمالية.